# 마츠카제 마사야
마츠카제 마사야(일본어: 松風 雅也, 1976년 9월 9일 ~ )는 일본 후쿠시마현 출신의 성우이다. 소속사는 아오니 프로덕션이다.

## 경력
- 1997년 방영된 슈퍼전대 시리즈의 제21작 전자전대 메가레인저의 나미키 슌 역으로 배우 데뷔.
- 세가의 게임 쉔무의 주인공의 모션 캡처를 겸하여 성우업에 진출.
- 현재의 바로크워크스 소속 이전엔 빅애플, 라디크스모바니메이션 사업부에 소속되었다.
- 2004년 2월 9년 동안 교제하고 있던 여성과 결혼.
- 2011년 3월 아오니 프로덕션 소속

## 출연작

### TV 애니메이션
1999년
- 쾌감 프레이즈 (오오코노치 사쿠야)

2001년
- 조이드 신세기 제로 (발라드 헌터)
- 포켓몬스터 (마츠바)

2002년
- 록맨 에그제 (브루스)
- 히트가이 J (다이스케 아우로라)

2003년
- 록맨 에그제 액세스 (브루스, 다크 브루스)
- DEAR BOYS (후지와라 타쿠미)

2004년
- 겟 라이드 암드라이버 (라그나 라우레리아)
- 록맨 에그제 스트림 (브루스)
- tactics (미나모토노 요리미츠)

2005년
- 록맨 에그제 비스트 (브루스)
- 우에키의 법칙 (니코)
- 음유묵시록 마이네리베 (니콜라스)
- 지옥소녀 (이치모쿠 렌)

2006년
- 록맨 에그제 비스트 플러스 (브루스)
- 오란고교 호스트부 (오오토리 쿄우야)
- 위치 블레이드 (토자와 유스케)
- 지옥소녀 2기 (이치모쿠 렌)

2007년
- 노다메 칸타빌레 (쿠로키 야스노리)
- 데스노트 (미카미 테루)
- 소년 음양사 (타이죠)
- 시온의 왕 (하니 사토루)
- 크게 휘두르며 (하루나 모토키)
- 정령의 수호자 (진)

2008년
- 20면상의 딸 (켄)
- 건슬링거 걸 - 일 테아트리노- (히르샤)
- 노다메 칸타빌레 파리편 (쿠로키 야스노리)
- 북두의 권 라오우 외전 : 하늘의 패왕 (소우가)
- 아마츠키 (아이네즈)
- 은혼 (나카무라 쿄지로)
- 유희왕 5D's (디바인)
- 원 아웃 (타카미 이츠키)
- 지옥소녀 3기 (이치모쿠 렌)
- BLASSREITER (죠셉)

2009년
- 공중그네 (신페이)
- 나츠메 우인장 2기 (리오우)
- 창천항로 (손책)
- 철완버디 DECODE:02 (나타루)
- 케로로 중사 (디노)
- 하늘 가는대로 (소우마 노조무)
- DARKER THAN BLACK -유성의 제미니- (어거스트 7)

2010년
- 가정교사 히트맨 REBORN! (카와히라 아저씨)
- 노다메 칸타빌레 피날레 (쿠로키 야스노리)
- 성흔의 퀘이사 (죠슈아)
- 크게 휘두르며 여름대회편 (하루나 모토키)
- 페어리 테일 (렌 아카츠키)

2011년
- 라스트 엑자일 -은빛 날개의 팜- (알라우다)
- 헌터X헌터 리메이크 (기타라클)

2012년
- 맹렬 우주해적 (케인 맥두걸)

2020년
- 지박소년 하나코 군 (미사키)

### 게임
- 탄환논파 희망의 학교와 절망의 고교생 (하가쿠레 야스히로)

### 극장판 애니메이션
- 록맨 에그제 빛과 어둠의 유산 (브루스)
- 진격의 거인 더 라스트 어택 (콜트 글라이스)
- Yes! 프리큐어5 과자 나라의 해피버스데이 (비타)